# Bataille de Fort De Russy
Guerre de Sécession
Batailles
Campagne de la Red River
- Fort De Russy
- Mansfield
- Pleasant Hill
- Blair's Landing
- Monett's Ferry
- Mansura
- Yellow Bayou

La bataille de Fort De Russy, en Louisiane, est le premier engagement de la campagne de la Red River de mars - mai 1864 lors de la guerre de Sécession.
L'armée du Golfe de l'Union sous le général Banks cherche à capturer Shreveport, capitale de l'État et les quartiers généraux du commandement confédéré, à l'ouest du Mississippi. L'opération est dirigée par le général A. J. Smith et le brigadier général Joseph Mower, qui surprennent et capturent le fort DeRussy le 14 mars, en prenant plus de 300 prisonniers et uniquement des pièces d'artillerie lourde de l'ennemi. Les confédérés, sous les ordres du général Richard Taylor, sont forcés de battre en retraite, laissant le sud et le centre de la Louisiane aux forces de l'Union.

## Contexte
L'Union lance une expédition avec de multiples objectifs dans le département du trans-Mississippi du général confédéré E. Kirby Smith, dont le siège est à Shreveport, en Louisiane, au début de 1864. Le major général Nathaniel P. Banks et le contre amiral David D. Porter commandent conjointement la force combinée. La flotte de Porter et les détachements des XVI et XVII corps du brigadier général A.J. Smith de l'armée du Tennessee se mettent en marche le 12 mars 1864, remontant la rivière Rouge, la route la plus directe à Shreveport. Banks avec les XIII et XIX corps avance par le chemin de Berwick Bay et le Bayou Teche. Après la suppression de divers obstacles mis par les rebelles dans le fleuve, le principal obstacle à l'expédition de l'Union est le formidable Fort DeRussy, une fortification en terre avec une batterie partiellement blindée conçue pour résister aux tirs des cuirassés de l'Union qui pourrait approcher du haut de la rivière. Le commandement du brigadier général de l'Union A. J. Smith a embarqué sur les transports à Vicksburg et ensuite débarqué à Simmesport, le 12, à une cinquantaine de kilomètres (trentaine de miles) de fort DeRussy. Smith envoie des troupes le matin du 13 afin de déterminer si l'ennemi est sur son chemin. Cette force disperse et chasse une brigade ennemie, après quoi, Smith met ses hommes en mouvement vers le fort DeRussy de la route. Ils ne progressent pas beaucoup avant la nuit.

## Bataille

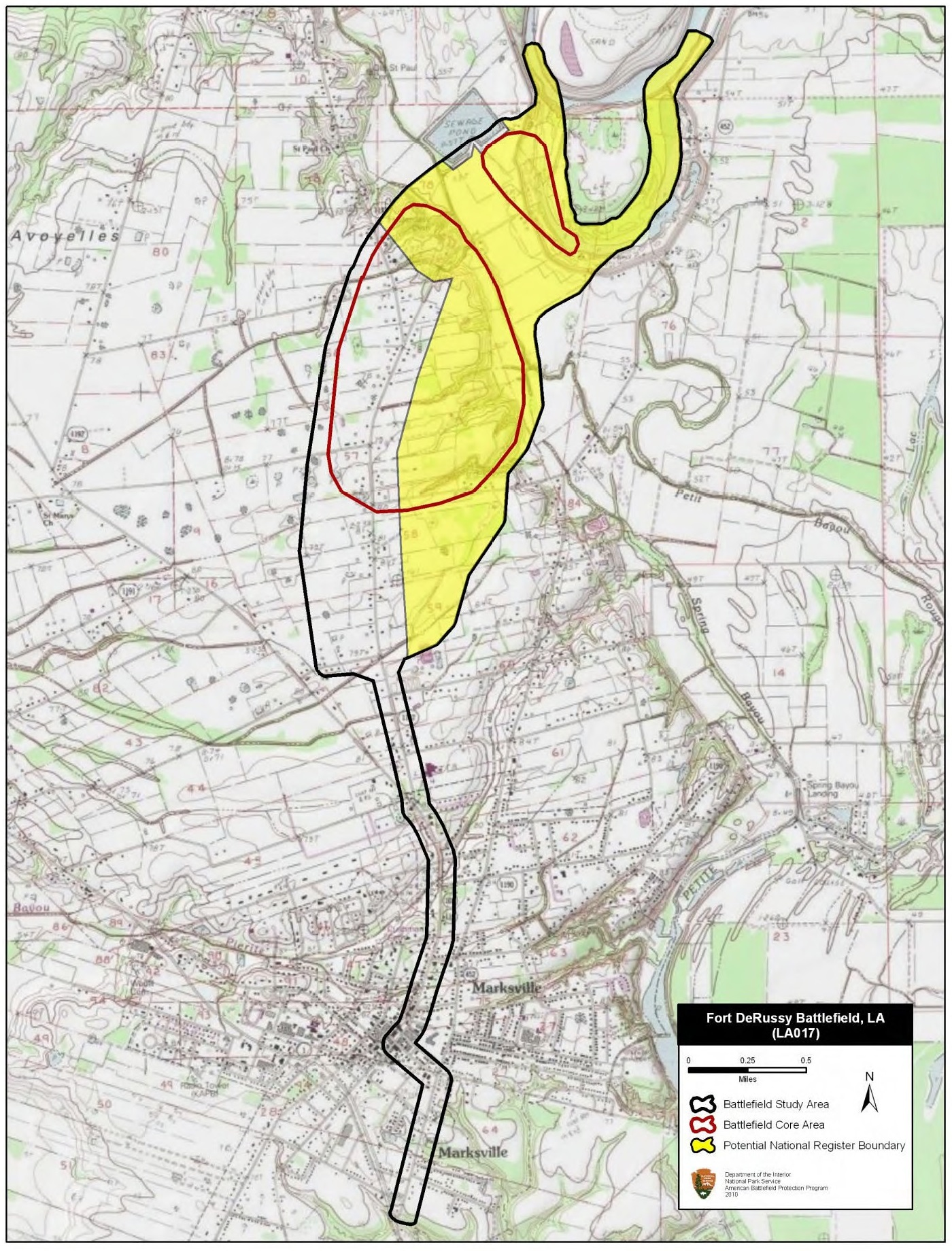
Carte du champ de bataille de fort DeRussy et zones d'étude par le programme de protection des champs de bataille américains.

Tôt le lendemain matin, le 14 mars, ils continuent leur marche, découvrant qu'une division confédérée menace leur avance. Conscient de cette menace, Smith a placé une partie de son commandement dans une position pour intercepter ces forces confédérées si elles attaquent. En arrivant au fort, la garnison ennemie de 350 hommes ouvre le feu. Smith décide d'utiliser la division de Mower du XVI corps d'armée, pour s'emparer du fort et la positionne pour l'attaque. Vers de 18 heures 30, Smith ordonne l'assaut contre le fort et d'une vingtaine de minutes plus tard, les hommes de Mower escaladent le parapet, aboutissant à la capitulation de l'ennemi.

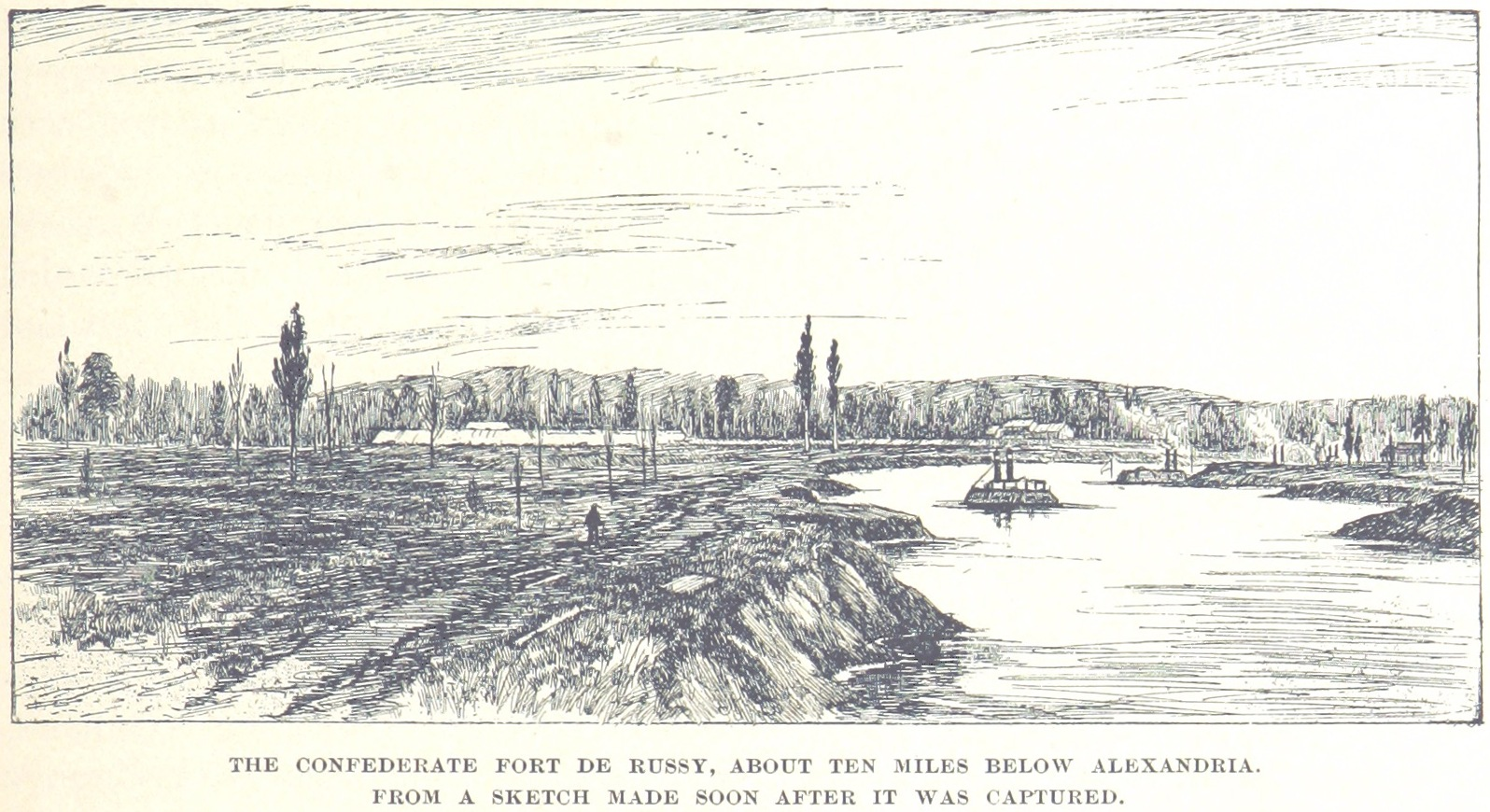
Un dessin de fort De Russy après sa capture

Fort DeRussy, dont certains avaient dit qu'il était imprenable, est tombé et la rivière Rouge vers Alexandrie est ouverte.